# Patricia Allende
Patricia Allende Gil de Biedma (29. září 1954 Madrid – 3. ledna 2025 tamtéž) byla španělská fotografka, která se profesionálně věnovala fotografii od roku 1990. Ve svém uměleckém jazyku hledala abstrakci reality. Byla sestrou zesnulé fotografky Bárbary Allende, známé jako Ouka Leele.

## Profesní obor
Od začátku její kariéry byla příroda dominantním tématem její tvorby a z touhy ji zaznamenávat se zrodilo její fotografické povolání. Allende začínala jako krajinářka, ale její dílo se vyvíjelo a ponořovalo se do informelismu, který často vedl k abstrakci, experimentování se světlem a zdůrazňování její schopnosti zachytit nehybný pohyb bez pomoci jakékoli jiné technologie než vlastního fotoaparátu. Ve svých projektech čerpala převážně z literatury, aby si prostřednictvím fotografie vytvořila vlastní příběh. V jednom případě to byl Theodor Schwenk se svou básní O rozumném chaosu. V dalších dílech autorčinu fotografickou tvorbu inspiroval německý spisovatel Goethe.
Jedním z jejích prvních projektů byl detailní průzkum řeky Tajo, který vedl ke vzniku projektu Tajo –Tejo. 12 objetivos fotográficos, putovní výstava, na které spolupracovala s portugalskými umělci a která byla součástí specializované výstavy Expo '98 v roce 1998, jejímž tématem bylo Oceány: Dědictví pro budoucnost.
Byla spolukurátorkou výstavy Španělsko včera a dnes, scénáře, zvyky a protagonisté století, na které byly prostřednictvím 150 fotografií prezentovány různé aspekty života ve Španělsku v průběhu 20. století. Tento projekt realizovala společně s Myriam de Liniers a Miguelem Urabayenem. Byl prezentován v Muzeu Reina Sofía v Madridu, v sálech Muzea krásných umění Ministerstva kultury regionální vlády Galicie a také v roce 2002 v centru Montehermoso ve Vitorii.
Skupinovou výstavu v roce 2005 s názvem Arte Solidario. El tren de la Memoria 11M (Umění solidarity. Vlak paměti 11M), která se konala k výročí útoku v Madridu, uspořádalo Madridské společenství. Allende se jí zúčastnila s dílem ¿Por qué? (Proč?). Toto dílo se po získání Madridským společenstvím stalo součástí sbírky současného umění CA2M.
Voda je v tvorbě Allendeové opakujícím se tématem a byla součástí několika výstav souvisejících s tímto tématem. V roce 2006 se se svým dílem Somos Agua I zúčastnila mezinárodního projektu Seeing Yourself (Vidění sebe sama), který putoval po Evropě, Jižní Americe, Japonsku a Maroku.
Zúčastnila se různých bienále, včetně „IV Bienal de Arte Contemporáneo Fundación Once“ v roce 2012, prezentovaného v Centro Conde Duque v Madridu a 1. Biennale Internationale Casablanca. Se regarder Soi-même v Maroku.
V roce 2019 se podílela na rubrice názorů v deníku El País, která se věnovala fotografii. Jedná se o týdenní publikaci série 6 fotografií od stejného autora, a to od pondělí do soboty, a v neděli je na webových stránkách vytvořena fotogalerie se stejnými snímky. Od pondělí 10. června do neděle 16. června 2019 byla v rubrice Názor denně publikována fotografie Patricie Allende ze série s názvem Abstrakt.
De la A a la Z. Diccionario incompleto de la fotografía española (Od A do Z. Neúplný slovník španělské fotografie) je název fotografické výstavy ze sbírky CA2M, která byla v roce 2020 prezentována v Niemeyerově centru v Asturii. Allende se této výstavy, jejímž kurátorem byla Rosa Olivares, zúčastnila.